# Kanton Chaumergy
Der Kanton Chaumergy war bis 2015 ein französischer Wahlkreis im Département Jura und in der ehemaligen Region Franche-Comté. Er umfasste 16 Gemeinden im Arrondissement Lons-le-Saunier; sein Hauptort (frz.: chef-lieu) war Chaumergy. Die landesweiten Änderungen in der Zusammensetzung der Kantone brachten im März 2015 seine Auflösung. Vertreterin im conseil général des Départements war zuletzt von 2008 bis 2015 Danielle Brulebois.
Im Zuge einer Verwaltungsreform wechselte der Kanton Chaumergy am 1. Mai 2006 vom Arrondissement Dole zum Arrondissement Lons-le-Saunier.

## Gemeinden
| Gemeinde           | Einwohner Jahr | Fläche km² | Bevölkerungsdichte | Code INSEE | Postleitzahl |
| ------------------ | -------------- | ---------- | ------------------ | ---------- | ------------ |
| Bois-de-Gand       | 58 (2013)      | 3,25       | 18 Einw./km²       | 39060      | 39230        |
| La Chassagne       | 120 (2013)     | 5,67       | 21 Einw./km²       | 39112      | 39230        |
| Chaumergy          | 473 (2013)     | 6,14       | 77 Einw./km²       | 39124      | 39230        |
| La Chaux-en-Bresse | 37 (2013)      | 2,05       | 18 Einw./km²       | 39132      | 39230        |
| Chêne-Sec          | 34 (2013)      | 0,76       | 45 Einw./km²       | 39140      | 39230        |
| Commenailles       | 827 (2013)     | 21,52      | 38 Einw./km²       | 39160      | 39140        |
| Les Deux-Fays      | 100 (2013)     | 6,77       | 15 Einw./km²       | 39196      | 39230        |
| Foulenay           | 81 (2013)      | 4,16       | 19 Einw./km²       | 39234      | 39230        |
| Francheville       | 39 (2013)      | 1,46       | 27 Einw./km²       | 39236      | 39230        |
| Froideville        | 74 (2013)      | 2,97       | 25 Einw./km²       | 39243      | 39230        |
| Recanoz            | 91 (2013)      | 3,01       | 30 Einw./km²       | 39454      | 39230        |
| Rye                | 212 (2013)     | 11,84      | 18 Einw./km²       | 39472      | 39230        |
| Sergenaux          | 75 (2013)      | 3,24       | 23 Einw./km²       | 39511      | 39230        |
| Sergenon           | 61 (2013)      | 3,88       | 16 Einw./km²       | 39512      | 39120        |
| Le Villey          | 83 (2013)      | 3,57       | 23 Einw./km²       | 39575      | 39230        |
| Vincent            | 317 (2013)     | 8,72       | 36 Einw./km²       | 39577      | 39230        |